# Anastrophyllaceae
Anastrophyllaceae es una familia de musgos hepáticas del orden Jungermanniales. Tiene los siguientes géneros:

## Taxonomía
Anastrophyllaceae fue descrita por L.Söderstr., De Roo & Hedd. y publicado en Phytotaxa 3: 48. 2010.

## Géneros
| - Anastrepta - Anastrophyllum - Barbilophozia - Biantheridion - Chandonanthus | - Crossocalyx - Gymnocolea - Isopaches - Neoorthocaulis - Orthocaulis - Plicanthus | - Schljakovia - Schljakovianthus - Sphenolobopsis - Sphenolobus - Tetralophozia |